# Parti républicain portugais
 (novembre 2012).
Si vous disposez d'ouvrages ou d'articles de référence ou si vous connaissez des sites web de qualité traitant du thème abordé ici, merci de compléter l'article en donnant les références utiles à sa vérifiabilité et en les liant à la section « Notes et références ».
Le Parti républicain portugais (en portugais Partido Republicano Português [pɐɾtiðu ʁɛpuβlikɐnu puɾtuɣeʃ]) est un parti politique portugais formé pendant les dernières années de la monarchie qui proposa et mena la substitution de la monarchie constitutionnelle par la Première République.
Lorsque la République fut créée le 5 octobre 1910, les membres du parti se sont d'abord présentés unis, mais quelques années plus tard, ils se divisèrent en plusieurs partis comme le Parti démocrate, le Parti républicain de gauche démocratique, le Parti d'Union républicaine (Parti unioniste / Union républicaine), le Parti républicain évolutionniste, le Parti républicain centriste, le Parti Populaire, le  Parti radical, le Parti républicain libéral, l'Union libérale républicaine, le Parti républicain de reconstitution nationale et le Parti nationaliste républicain.

## Membres notables
- Afonso Costa
- José Relvas
- Teófilo Braga
- Manuel de Arriaga